# Minto (Ontario)
Minto – miejscowość (ang. town) w Kanadzie, w prowincji Ontario, w hrabstwie Wellington.
Powierzchnia Minto to 300,37 km².
Według danych spisu powszechnego z roku 2001 Minto liczy 8164 mieszkańców (27,18 os./km²).